# Chelonus agilis
Chelonus agilis är en stekelart som beskrevs av Papp 1971. Chelonus agilis ingår i släktet Chelonus och familjen bracksteklar. Inga underarter finns listade i Catalogue of Life.